# Длигач Лев Михайлович
Лев Михайлович Дли́гач (15 лютого (28 лютого) 1904, Київ — 30 вересня 1949, Москва) — поет і перекладач. 
Отримав середню освіту. Учасник другої світової війни. Писав російською мовою. Автор книг для дітей «Пожар Кошкиного дома» (1927), «Автобус № 6», «Жилище», «Лес» (усі — 1928), «Обед готов», «Осень», «Загадки», «Я умница-разумница» (усі — 1929; усі — Київ), збірки поем і віршів «Шестое чувство» (1936), книги «Черноморские песни и повести» (1942; обидві — Москва). Переклав російською низку поезій Тараса Шевченка («Вітре буйний, вітре буйний!», «Чигирине, Чигирине», «Не спалося, а ніч, як море», «Добро, у кого є господа», «Швачка»), Івана Франка, Лесі Українки, Павла Тичини, Максима Рильського, Павла Усенка та інших українських письменників. Окремі твори Л. Длигача переклав українською М. Дубовик.